# Apostelkirche (Viernheim)

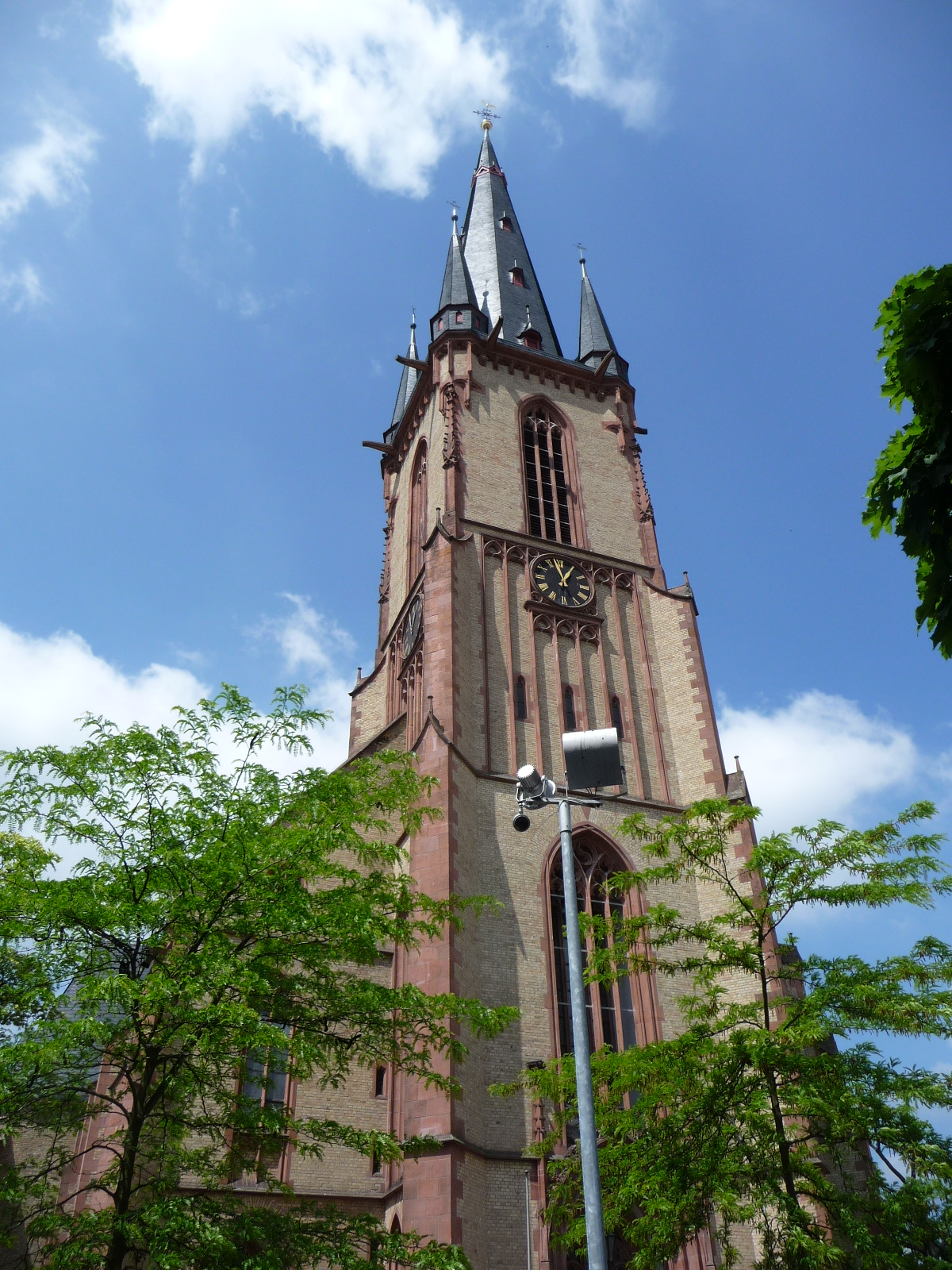
Apostelkirche Viernheim

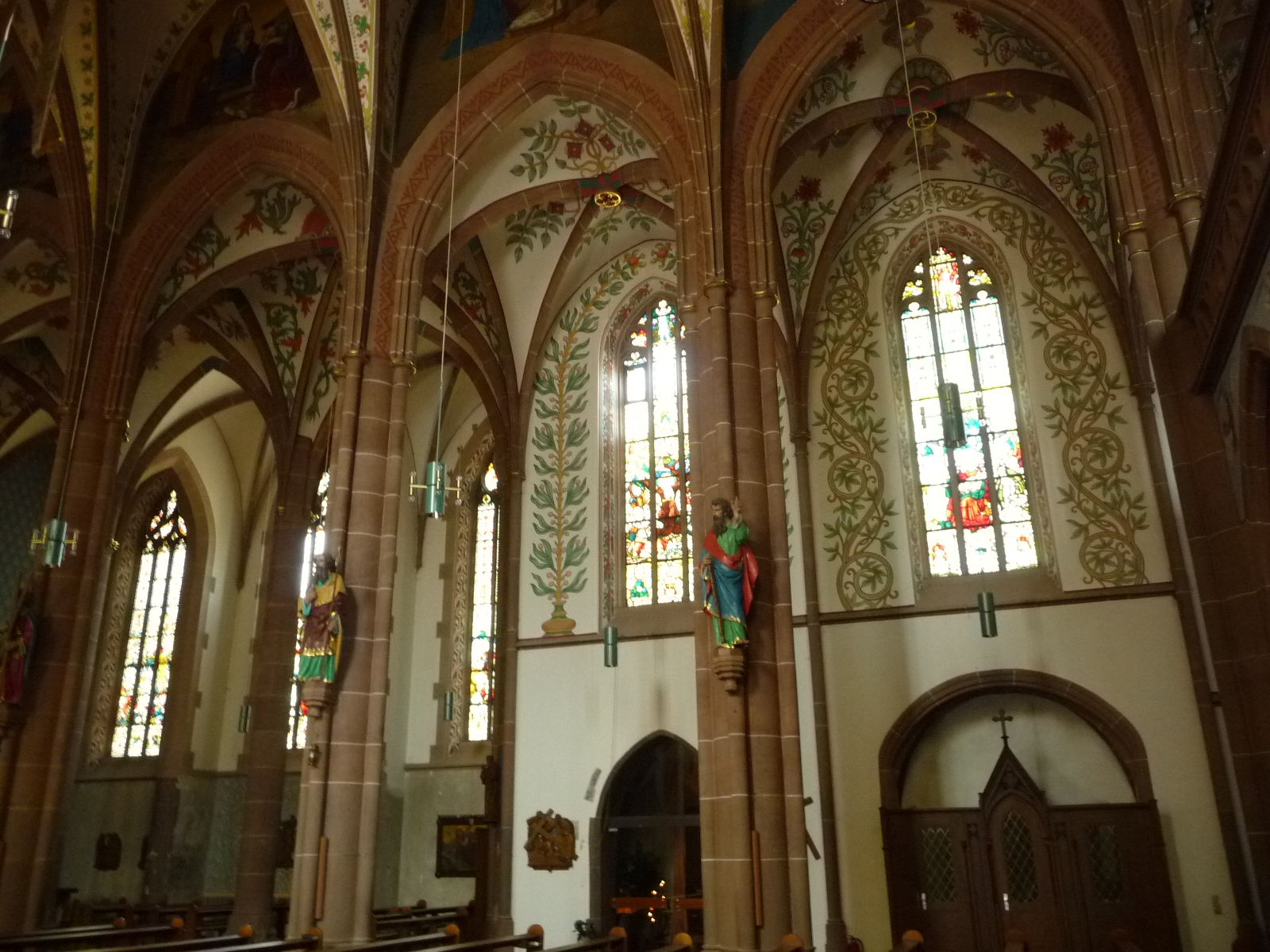
Blick ins Seitenschiff

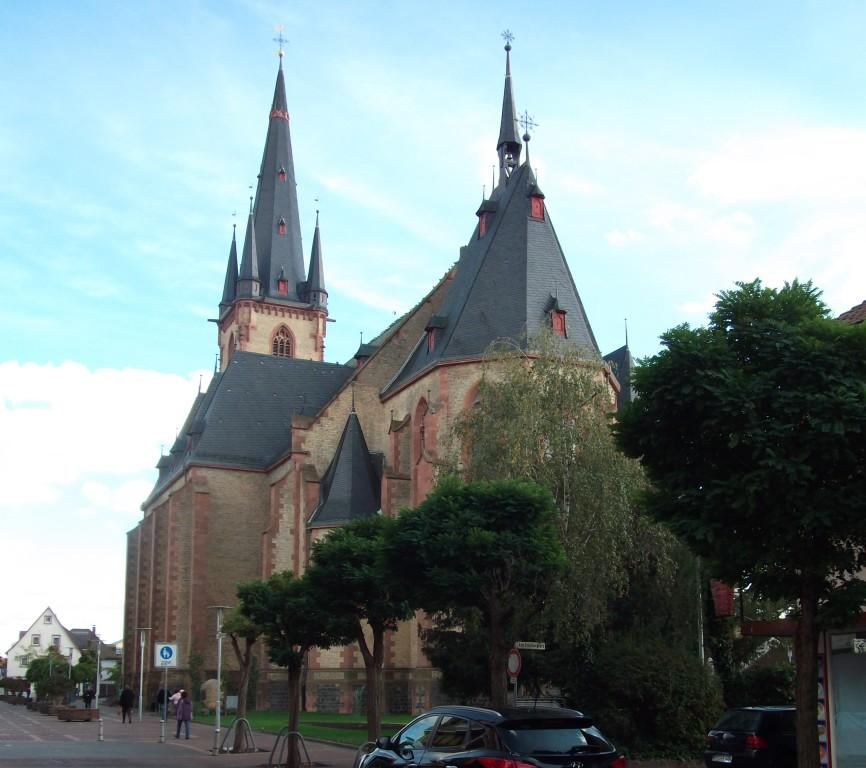
Ostansicht

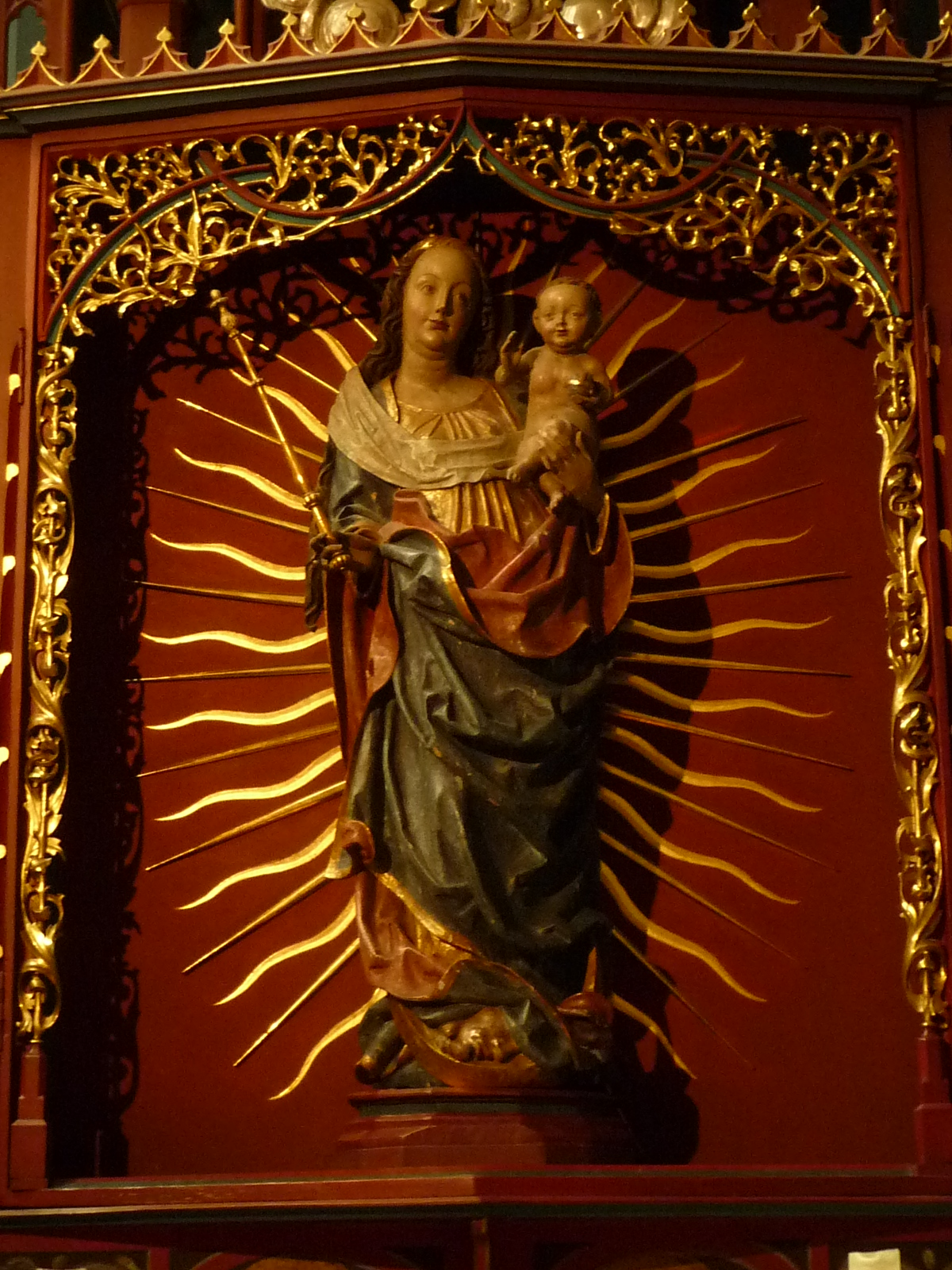
Mondsichelmadonna

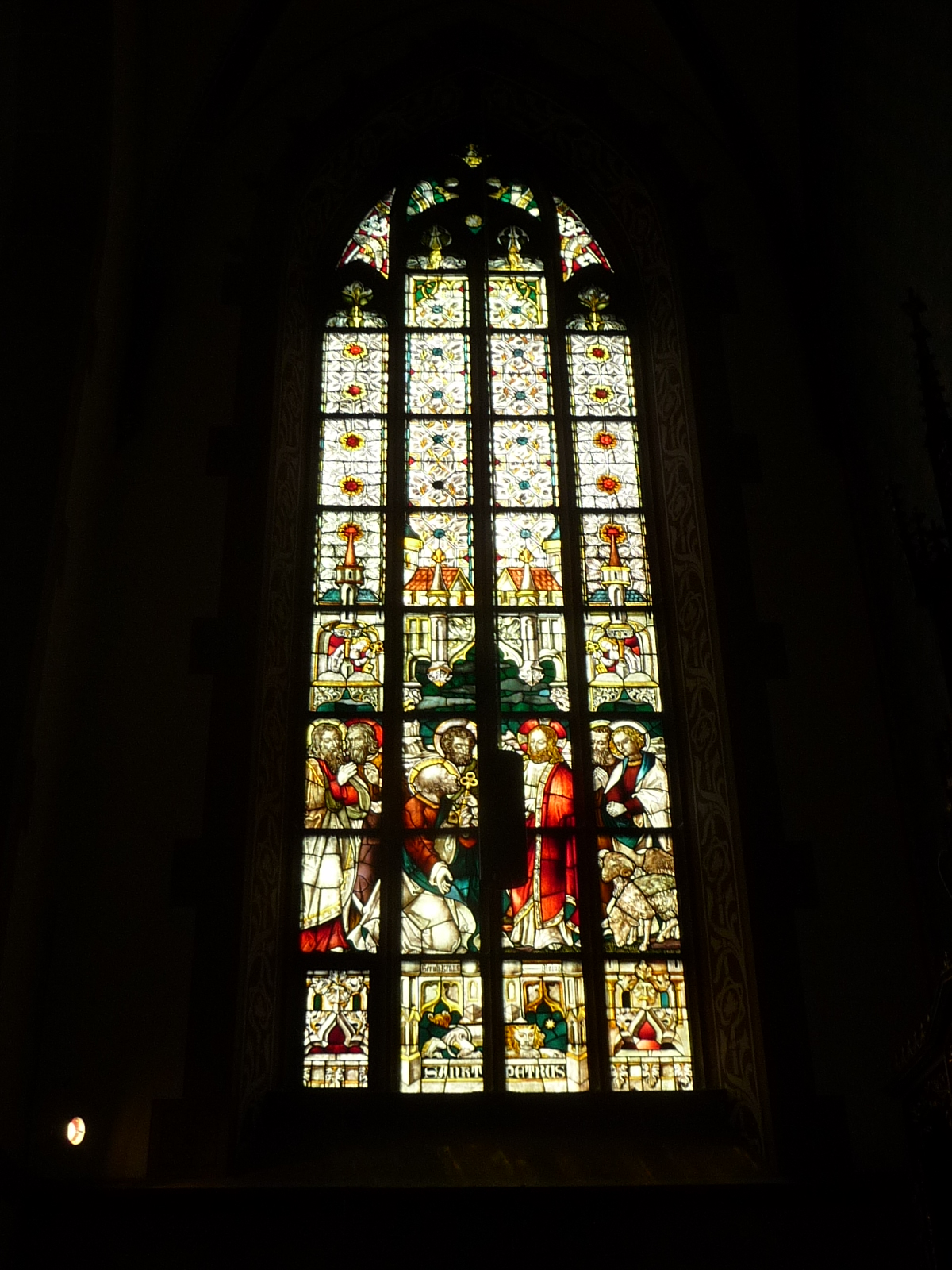
Glasmalerei

Die Apostelkirche ist eine katholische Kirche in Viernheim. Sie gehört zur Pfarrei Johannes XXIII. Viernheim im Bistum Mainz.

## Geschichte und Architektur
Die katholische Apostelkirche Viernheim wurde in den Jahren 1896 bis 1899 nach Plänen des Freiburger Baumeisters Max Meckel im neugotischen Stil errichtet und am 1. September 1900 von Bischof Heinrich Brück geweiht. Die dreischiffige Staffelhalle mit breitem dreiachsigem Querhaus und einer Apsis mit Dreiachtelschluss ist 65 Meter lang und 33 Meter breit. Der Turm mit hohem Spitzhelm hat eine Höhe einschließlich des Wetterhahns von 75 Metern. 
Das Innere ist mit Kreuzrippengewölben auf Rundpfeilern abgeschlossen. Die Decken und Wände sind mit ornamental-vegetabiler Bemalung von Valentin Volk und anderen versehen. Die Malereien im Stil der Nazarener auf Leinwand mit einem Christuszyklus über den Mittelschiffsarkaden wurden von Julius Fischer geschaffen. Die künstlerisch wertvollen Glasmalereien wurden während der Bauzeit von Bernhard Kraus gestaltet.

## Ausstattung
Die Originalausstattung – Altäre, Apostelfenster, Wandbemalungen – ist weitgehend erhalten. Fünf Altäre mit Bestandteilen aus der Sammlung Münzenberger sind die Hauptstücke. Der Hochaltar vom Beginn des 16. Jahrhunderts wurde 1899 von Joseph Schnitzer stark überarbeitet. Der Schrein mit reichem Maßwerk und hohem Gesprenge enthält sechs Figuren aus der Zeit um 1500 aus süddeutscher Herkunft, die teils überarbeitet und neu gefasst wurden. Sie stellen den heiligen Bonifatius, eine Mondsichelmadonna sowie die Heiligen Andreas, Vitus, Stephanus und Jakobus dar. Auf den Flügelinnenseiten finden sich gemalte, stark restaurierte Darstellungen der niederländischen Schule mit der Anbetung der Könige und der Auferstehung Christi vom Anfang des 16. Jahrhunderts. Die Flügelaußenseiten sind neugotische Werke mit Kreuzabnahme und Grablegung. Die Kreuzigungsgruppe im Gesprenge stammt vermutlich aus dem 15. Jahrhundert. In der Predella sind Büsten der Heiligen Franziskus, Augustinus, Gregor, Hieronymus, Ambrosius und Dominikus zu finden.
In der linken Seitenkapelle ist der Kreuz- oder Schmerzensaltar aufgestellt. Er zeigt eine Pietà im Schrein und auf den Flügeln Reliefs mit den Heiligen Helena und Heraklius. Auf der Rückseite der Flügel ist die Verkündigung an Maria zu sehen. In der rechten Seitenkapelle ist der Josephsaltar zu finden, der im Jahr 1905 durch die Firma Busch umgestaltet wurde. Im Zentrum ist Joseph mit dem Jesusknaben und den Aposteln Jakobus dem Älteren und Paulus dargestellt, auf den Flügeln die Heiligen Ludwig und Laurentius, außen die Heilige Familie.
Im südlichen Querschiff steht der Muttergottesaltar, der aus der Kirche in Hüll bei Nürnberg stammt und von Joseph Schnitzer überarbeitet wurde. Er zeigt im Schrein eine fein gearbeitete, nahezu lebensgroße Muttergottes des späten 15. Jahrhunderts, die wohl vom Meister des Martha-Altars aus Nürnberg stammt. Sie wird von den ergänzten Figuren der Heiligen Johannes Evangelista und Johannes des Täufers flankiert. An der Predella sind Halbfiguren in Grisaillemalerei dargestellt.
Im nördlichen Querschiff findet sich der Sakramentsaltar der im Jahr 1899 von T. Bauhus überarbeitet wurde. In der Mitte steht eine Herz-Jesu-Figur aus der Firma G. Busch aus dem Jahr 1905, daneben die Apostel Petrus und Paulus, weiterhin Darstellungen der Heiligen Katharina und Margaretha, in den Flügeln die Heiligen Bonifatius und Kilian. Auf den Flügelrückseiten ist die Verkündigungsszene dargestellt.
An den Mittelschiffspfeilern stehen farbig gefasste, neugotische Apostelfiguren. Zwei von T. Bauhus bemalte Gobelins mit den Kreuzwegstationen stammen aus der Zeit um 1900.
Die Orgel stammt aus dem Jahr 1903. Sie wurde vom Würzburger Orgelbauer Schlimbach hergestellt. Mit 38 Registern ist sie die größte Orgel der Stadt.